# Евдокимов, Владимир (легкоатлет)
Влади́мир Евдоки́мов (род. 6 марта 1934) — советский легкоатлет, специалист по стипльчезу и кроссу. Выступал за сборную СССР по лёгкой атлетике в 1960-х годах, серебряный и бронзовый призёр чемпионатов СССР, победитель и призёр первенств всесоюзного значения, участник чемпионата Европы в Белграде. Представлял Ленинград и физкультурно-спортивное общество «Динамо».

## Биография
Владимир Евдокимов родился 6 марта 1934 года. Занимался лёгкой атлетикой в Ленинграде, выступал за физкультурно-спортивное общество «Динамо».
Первого серьёзного успеха на всесоюзном уровне добился в сезоне 1957 года, когда на чемпионате СССР в Москве с результатом 8.48,8 выиграл серебряную медаль в зачёте бега на 3000 метров с препятствиями, уступив лишь москвичу Семёну Ржищину.
В 1958 году на чемпионате СССР в Таллине стал бронзовым призёром в стипльчезе.
В 1960 году в той же дисциплине взял бронзу в матчевой встрече РСФСР — Польша в Туле.
В 1961 году завоевал серебряные награды в беге на 3000 метров с препятствиями на международном старте в Лондоне, где показал четвёртый лучший результат сезона в СССР (8.41,2), на чемпионате СССР в Тбилиси и в дисциплине 5 км на чемпионате СССР по кроссу в Мукачево.
В июне 1962 года победил на всесоюзных соревнованиях в Киеве, установив при этом свой личный рекорд в стипльчезе — 8.35,8. Позднее на чемпионате СССР в Москве с результатом 8.41,0 выиграл бронзовую медаль. Благодаря череде успешных выступлений вошёл в основной состав советской сборной и удостоился права защищать честь страны на чемпионате Европы в Белграде — в финале бега на 3000 метров с препятствиями показал время 8:50.8, расположившись в итоговом протоколе на шестой строке.